# Atarba punctiscuta
Atarba punctiscuta är en tvåvingeart som beskrevs av Alexander 1922. Atarba punctiscuta ingår i släktet Atarba och familjen småharkrankar. Inga underarter finns listade i Catalogue of Life.